# Рогата гадюка Гасперетті
Рогата гадюка Гасперетті (Cerastes gasperettii) — отруйна змія з роду Рогата гадюка родини Гадюкові. Є 2 підвиди. Інша назва «аравійська рогата гадюка». Отримала назву на честь американського герпетолога Джона Гасперетті.

## Опис
Загальна довжина сягає 85 см, середня — становить 30-60 см. Спостерігається статевий диморфізм: самиця більша за самця. Голова досить пласка, широка. Низка видів має два вирости («роги») над очима, звідки й походить їх назва. Зіниці вертикальні. Навколо губ присутньо 12-13 щитків. Тулуб трохи кремезний, хвіст помірної довжини. Верхню частину вкрито 25-35 рядками лусочок, черево — 146—172. На хвості є 30-41 рядків лусочок.
Забарвлення світло-пісочного кольору з жовтуватими, сірими, рожевими або блідо-золотавими відтінками. Черево білувате, кінчик хвоста чорний.

## Спосіб життя
Воліє до посушливої та пустельної місцини. Активний уночі. Живиться переважно ящірками, а також птахами та дрібними ссавцями. Полює із засідки, зарившись у пісок, з якого стирчать лише очі й «роги».
Є яйцекладною гадюкою. Самиця відкладає від 8 до 20 яєць.
Загалом не становить небезпеки для людини, відомі лише вкрай рідкісні випадки смерті від укусу цієї рогатої гадюки. Основні симптоми: набряк, почервоніння, гематома, крововилив.

## Розповсюдження
Мешкає в східних районах Ізраїлю та Палестини, країнах Аравійського півострова, Іраку, південно-західній частині Ірану.

## Підвиди
- Cerastes gasperettii mendelssohni
- Cerastes gasperettii gasperettii